# Pleiostachya leiostachya
Pleiostachya leiostachya là một loài thực vật có hoa trong họ Marantaceae. Loài này được (Donn.Sm.) Hammel miêu tả khoa học đầu tiên năm 1986.